# 通化兵事区
通化兵事区（つうかへいじく）は、満州国に設置された大日本帝国陸軍の兵事区の一つ。四平省、通化省、安東省を管轄領域とし、通化陸軍兵事部が置かれ徴兵・召集等兵事事務を所掌した。

## 概要
1943年（昭和18年）、陸軍管区表の改正で関東軍管区の下に四平省、通化省、安東省を管轄する通化兵事区が設置された。

## 通化陸軍兵事部長
| 代             | 氏名           | 階級           | 在任期間       | 出典              |
| 通化兵事部部長 | 通化兵事部部長 | 通化兵事部部長 | 通化兵事部部長 | 通化兵事部部長    |
| -------------- | -------------- | -------------- | -------------- | ----------------- |
|                | 鈴木重義       | 歩兵大佐       | 1943.8.2 -     | [ 2 ] [ 3 ]       |
|                | 丹羽玄         | 大佐           | 1945.3.6 -     | [ 2 ] [ 4 ] [ 5 ] |